# Placówka Straży Granicznej w Lesznej Górnej
Placówka Straży Granicznej w Lesznej Górnej – zlikwidowana ganiczna jednostka organizacyjna Straży Granicznej realizująca zadania w ochronie granicy państwowej z Republiką Czeską.

## Formowanie i zmiany organizacyjne
Placówka Straży Granicznej w Lesznej Górnej (PSG w Lesznej Górnej), została powołana 24 sierpnia 2005 Ustawą z 22 kwietnia 2005 O zmianie ustawy o Straży Granicznej..., w strukturach Śląskiego Oddziału Straży Granicznej w Raciborzu z przemianowania dotychczas funkcjonującej Granicznej Placówki Kontrolnej Straży Granicznej w Lesznej Górnej (GPK SG w Lesznej Górnej) . Znacznie rozszerzono także uprawnienia komendantów, m.in. w zakresie działań podejmowanych wobec cudzoziemców przebywających na terytorium RP.
Placówka Straży Granicznej w Lesznej Górnej funkcjonowała do 14 czerwca 2006 i 15 czerwca 2006, zarządzeniem Komendanta Głównego SG została zlikwidowana. Ochraniany przez placówkę odcinek granicy państwowej, wraz z obsadą etatową przejęła Placówka Straży Granicznej w Cieszynie (PSG w Cieszynie). Podyktowane to zostało przyjętą przez Radę Ministrów 6 czerwca 2000 Strategią Zintegrowanego Zarządzania Granicą.

## Ochrona granicy
Placówka Straży Granicznej w Lesznej Górnej ochraniała odcinek granicy państwowej z Republiką Czeską:
- Włącznie  znak graniczny nr I/46, wyłącznie znak gran. nr I/79.

### Przejścia graniczne
- Leszna Górna–Horní Líštná
- Jasnowice–Bukovec
- Puńców-Kojkovice.

## Placówki sąsiednie
- Placówka SG w Ustroniu ⇔ Placówka SG w Cieszynie.

## Komendant placówki
- mjr SG Zbigniew Liszka (24.08.2005–15.06.2006) – do rozformowania[c].

Przejścia graniczne podległe PSG SG w Lesznej Górnej
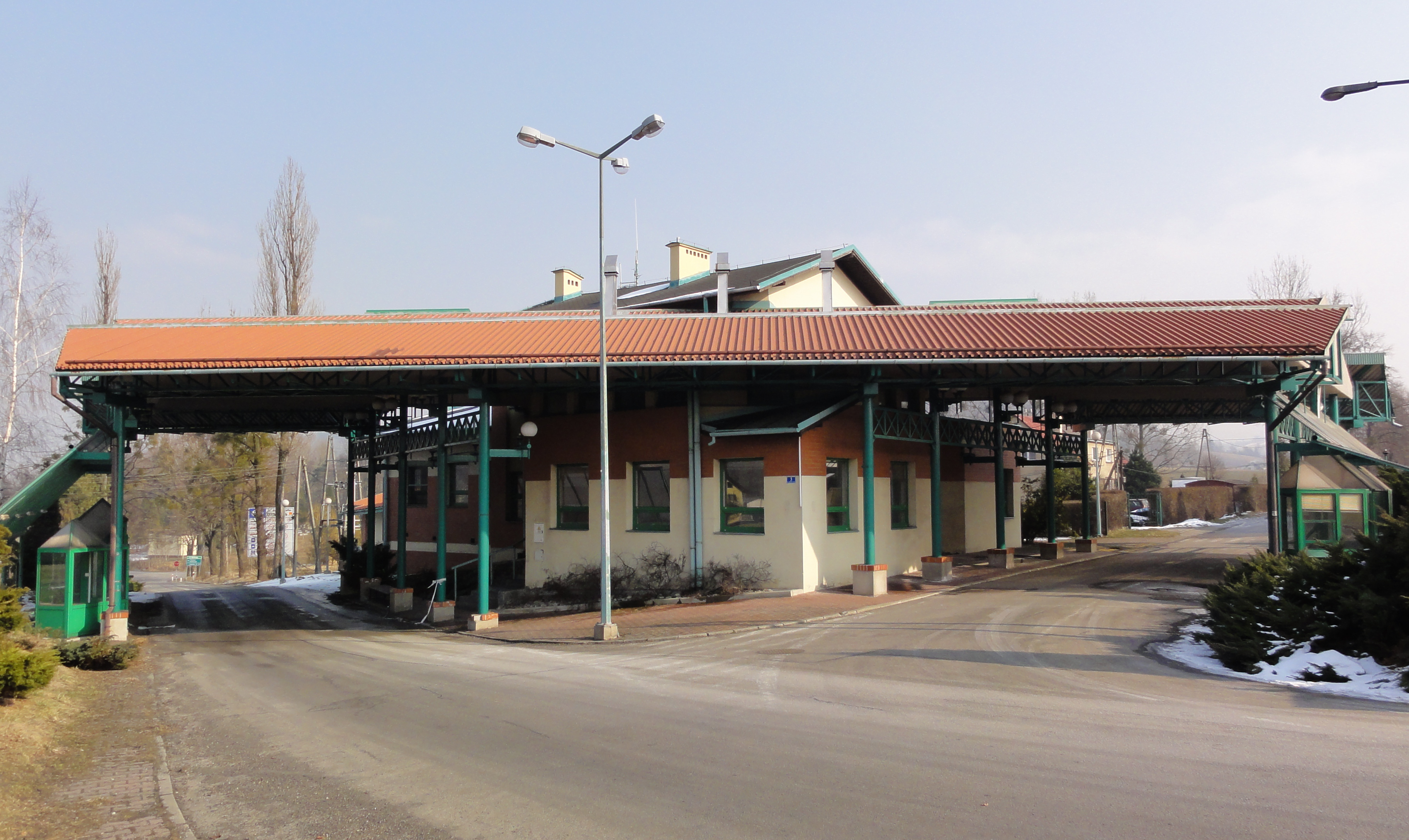
Przejście graniczne Leszna Górna-Horní Líštná (marzec 2011)
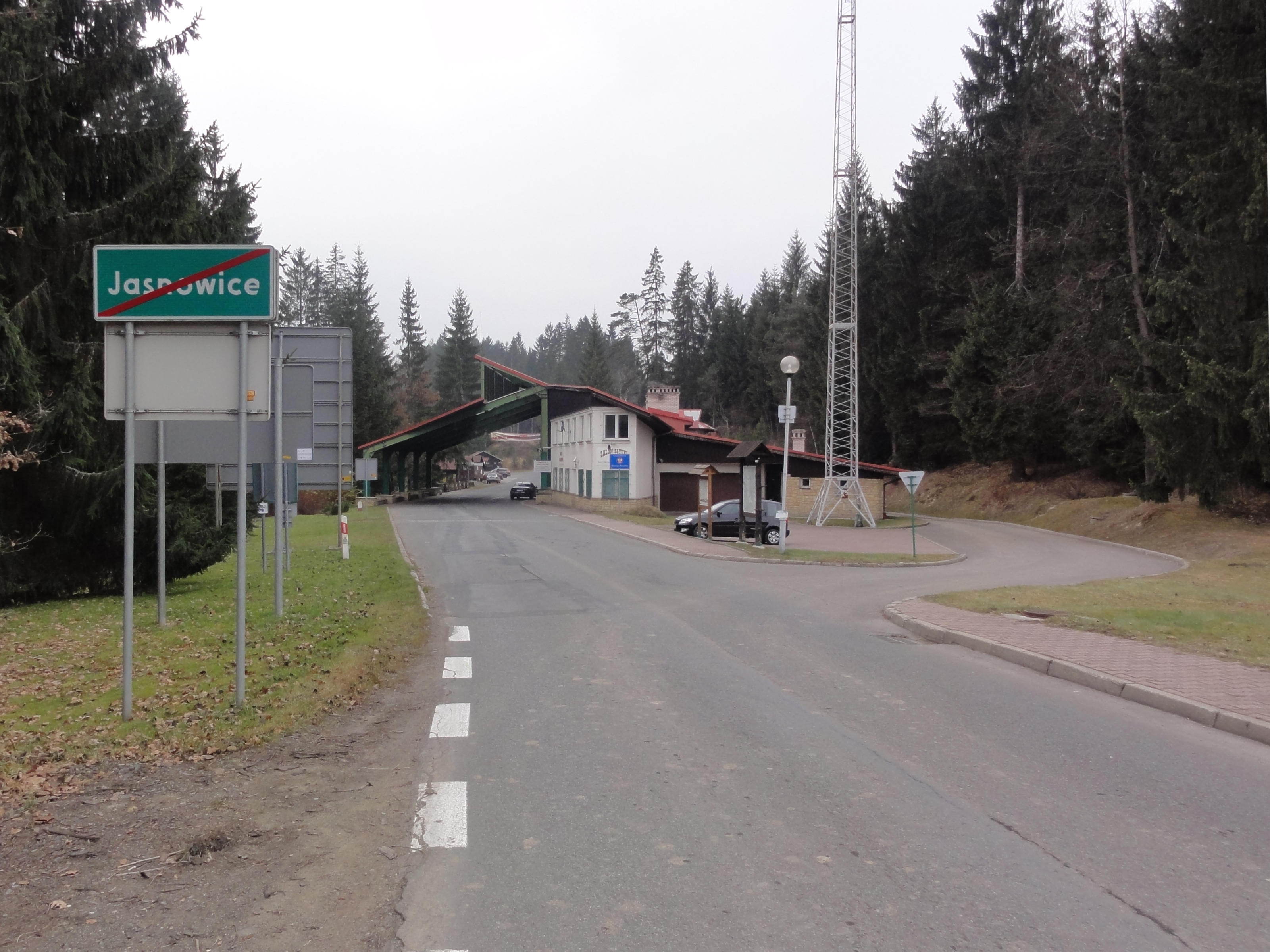
Przejście graniczne Jasnowice-Bukovec (listopad 2011)